# Kemathen (Kipfenberg)

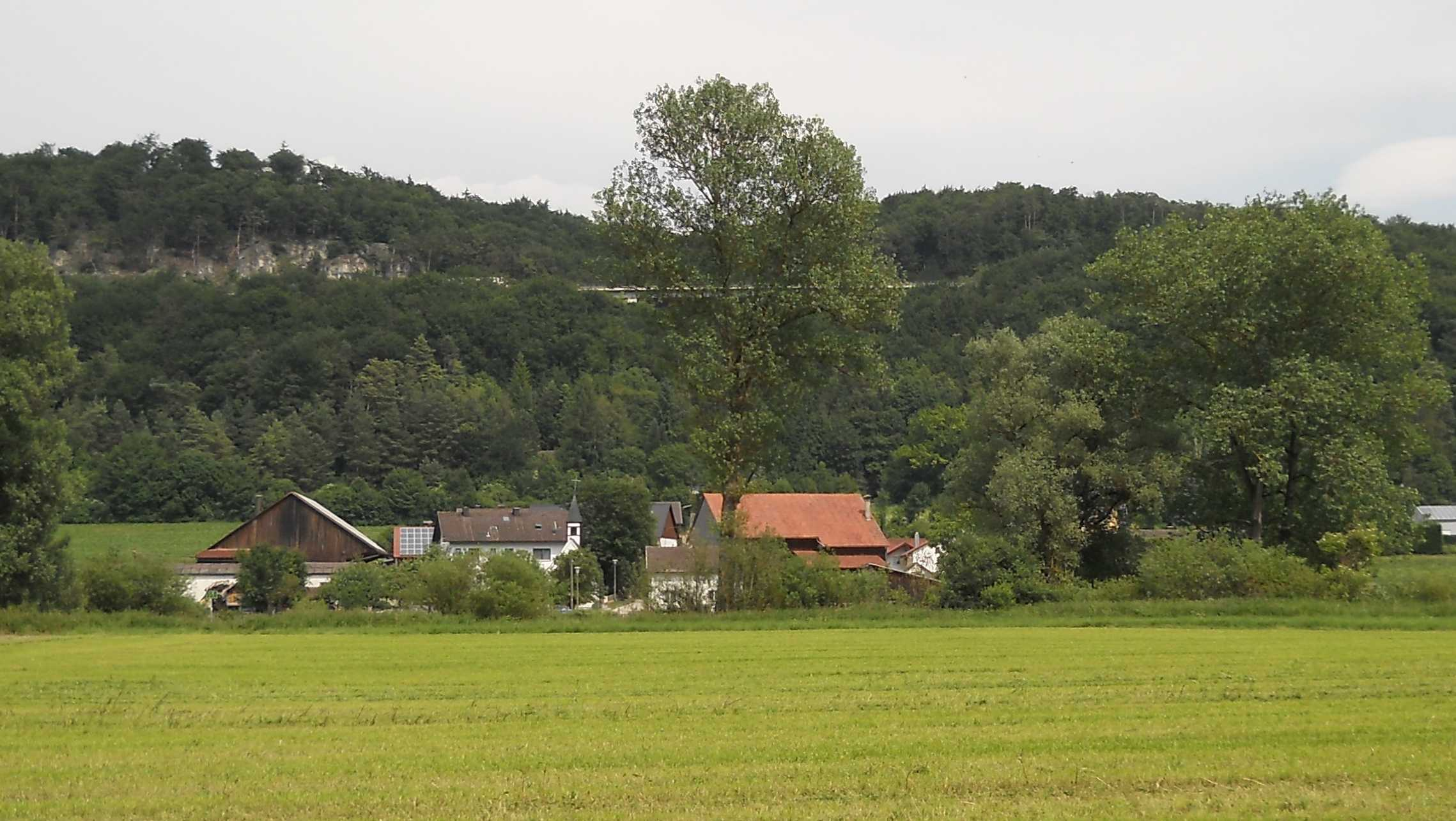
Kemathen, vom Altmühltal-Radweg aus gesehen

Kemathen ist ein Ortsteil des Marktes Kipfenberg im oberbayerischen Landkreis Eichstätt.

## Lage
Der Weiler liegt auf der südlichen Frankenalb im Altmühltal nördlich des Gemeindesitzes Kipfenberg. Er wird von der Staatsstraße 2230 berührt.

## Geschichte

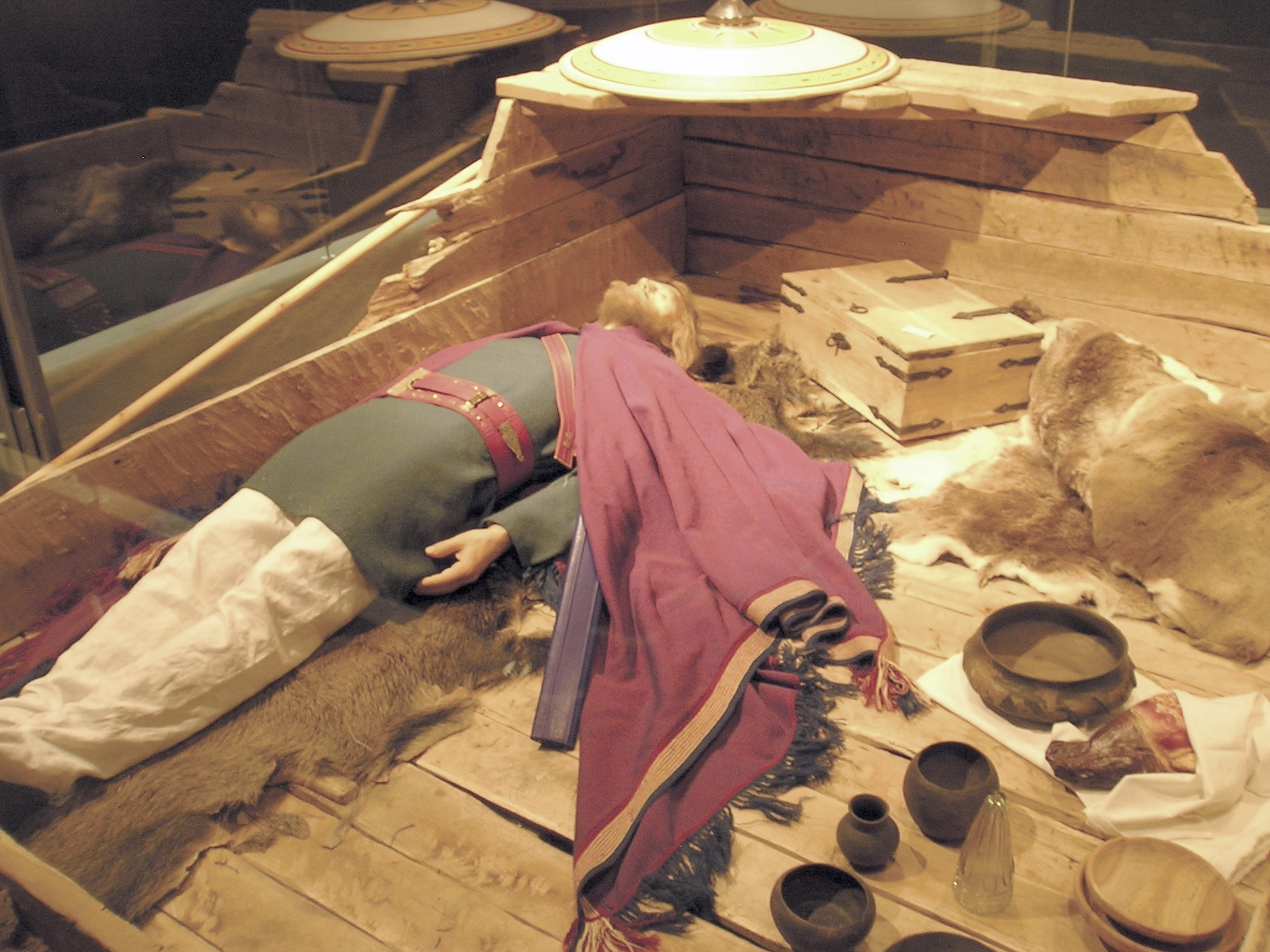
Das rekonstruierte Grab des germanischen Kriegers von Kemathen im Römer- und Bajuwarenmuseum auf der Burg Kipfenberg

Bei Kemathen wurde bei einer Sandgrube am östlichen Talhang ein Grabhügelfeld aus der Bronze- und frühen Eisenzeit gefunden und 1961 teilweise ergraben. Nördlich von Kemathen befand sich in der frühen Latènezeit eine Siedlung. In einer Abfallgrube davon wurde eine 9 cm lange und 1 mm dünne Nähnadel aus Bronze gefunden.
In der Flur Kemathens wurde 1990 das Grab eines germanischen Kriegers aus der ersten Hälfte des 5. Jahrhunderts gefunden, der mit einem römischen Offiziersgürtel ausgestattet war und dessen Grab Friedenhain-Prestovice-Keramik aufwies. Er wird als Krieger von Kemathen bezeichnet.
1412 wird der Ort erstmals urkundlich erwähnt, als Seitz Erlacher der Besitz eines Fischwassers bestätigt wird. Ab 1472 wird das Fischwasser als Heidecker Lehen bezeichnet. Eine gegen Ende des 17. Jahrhunderts erbaute katholische Herz-Jesu-Kapelle, die einen hölzernen Dachreiter mit Ziegelhelm aufwies und ein barockes Altärchen mit gewundenen Säulen (um 1700) hatte, wurde 1966 abgebrochen und ein Jahr später durch die Ortskapelle Hl. Familie ersetzt. Im 18. Jahrhundert wohnte in Kemathen die Familie Säckler/Söckler, eine aus Graubünden (Misox) stammende Maurersippe.
Bis zur Säkularisation gehörte Kemathen zum unteren Hochstift Eichstätt. Sechs Anwesen unterstanden dem Pfleg- und Kastenamt Kipfenberg, ein Fischgut gehörte zum Kastenamt Sulzbürg der Wolfsteiner, ein weiteres zur Hofmark Hexenagger.
Bei der Säkularisation kam das untere Hochstift und mit ihm Kemathen 1802/03 an Großherzog Erzherzog Ferdinand III. von Toskana und 1806 an das Königreich Bayern. Dort gehörte das Dorf zum Landgericht Kipfenberg.
1808 wurde Kemathen mit Grösdorf dem Steuerdistrikt Kipfenberg einverleibt. 1818 war Kemathen wieder eine selbständige Gemeinde, die allerdings 1830 erneut mit Grösdorf vereinigt wurde.
Im Jahr 1983 hatte Kemathen 42 Einwohner, die sich landwirtschaftlich in zwei Vollerwerbs- und drei Nebenerwerbsbetrieben betätigten.

## Sonstiges
- Kemathenhöhle: 1966 wurde im Osthang des Altmühltales von Kemathen eine kleine Höhle mit mehreren Schichten pleistozäner Fauna entdeckt.